# Стандарти міжштатних автомагістралей США
Стандарти міжштатних автомагістралей (Interstate Highway Standarts) — стандарти у Системі міжштатних автомагістралей США, що визначаються Американською асоціацією керівників дорожніх та транспортних служб штатів (англ. American Association of State Highway and Transportation Officials —AASHTO). Щоб автомобільна дорога вважалася Interstate Highway, вона має відповідати вимогам AASHTO або отримати виняткове право у Федеральній адміністрації автомобільних доріг.

## Стандарти

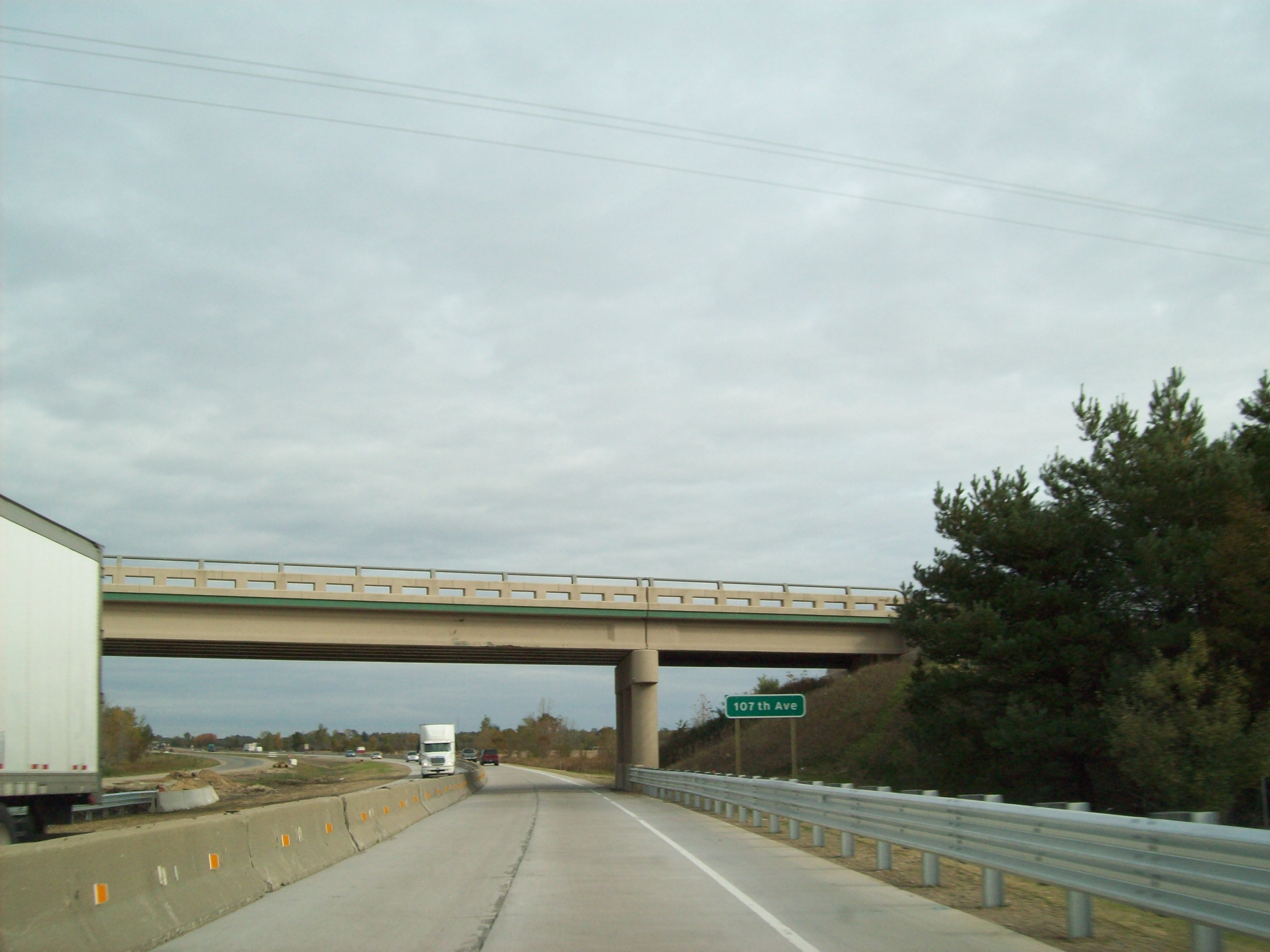
Interstate Highway в стадії будівництва, обидва напрямки руху переміщені в одну сторону дороги

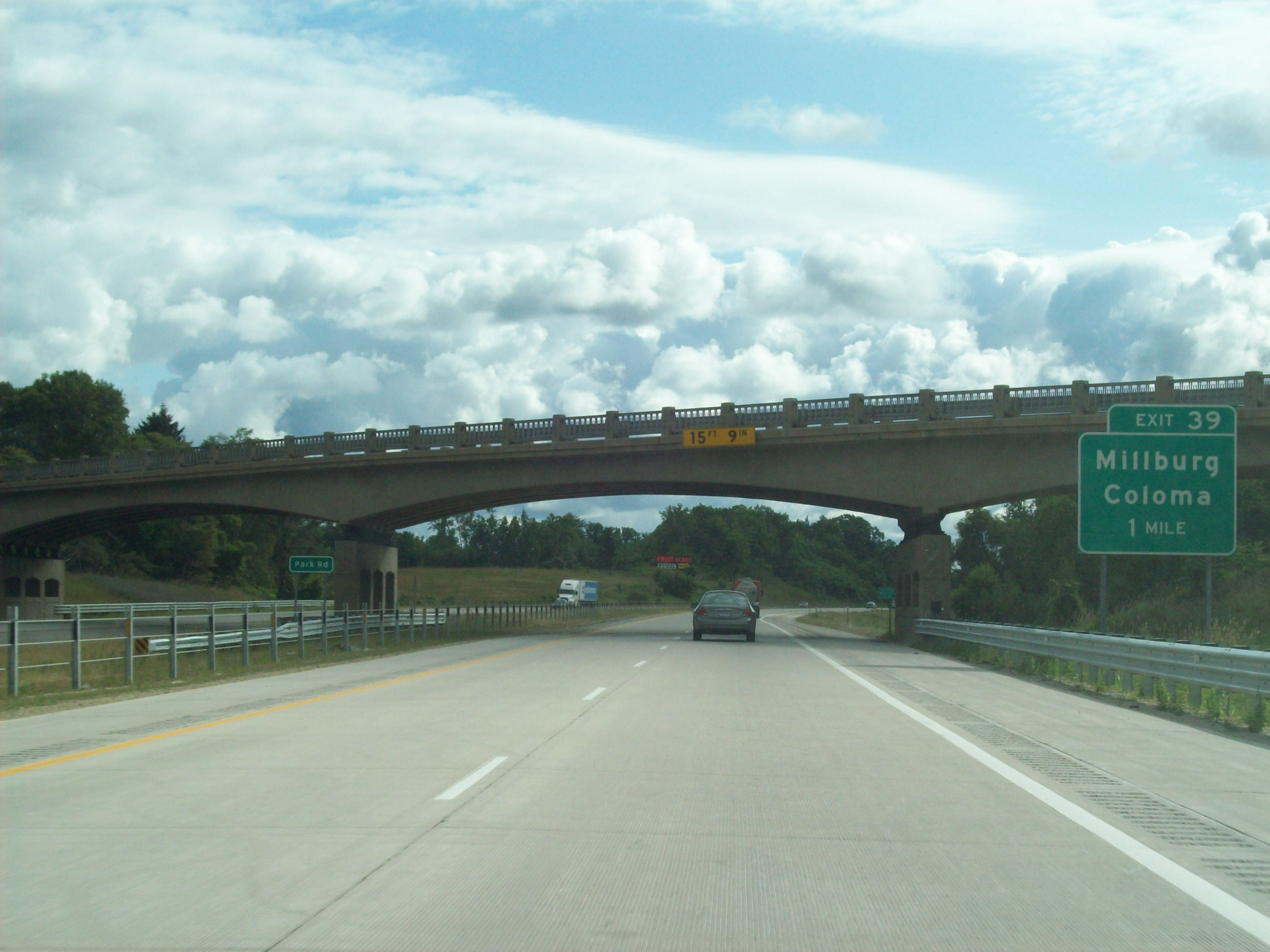
I-94 в штаті Мічиган, приклад перетину двох шляхопроводів без розв'язки

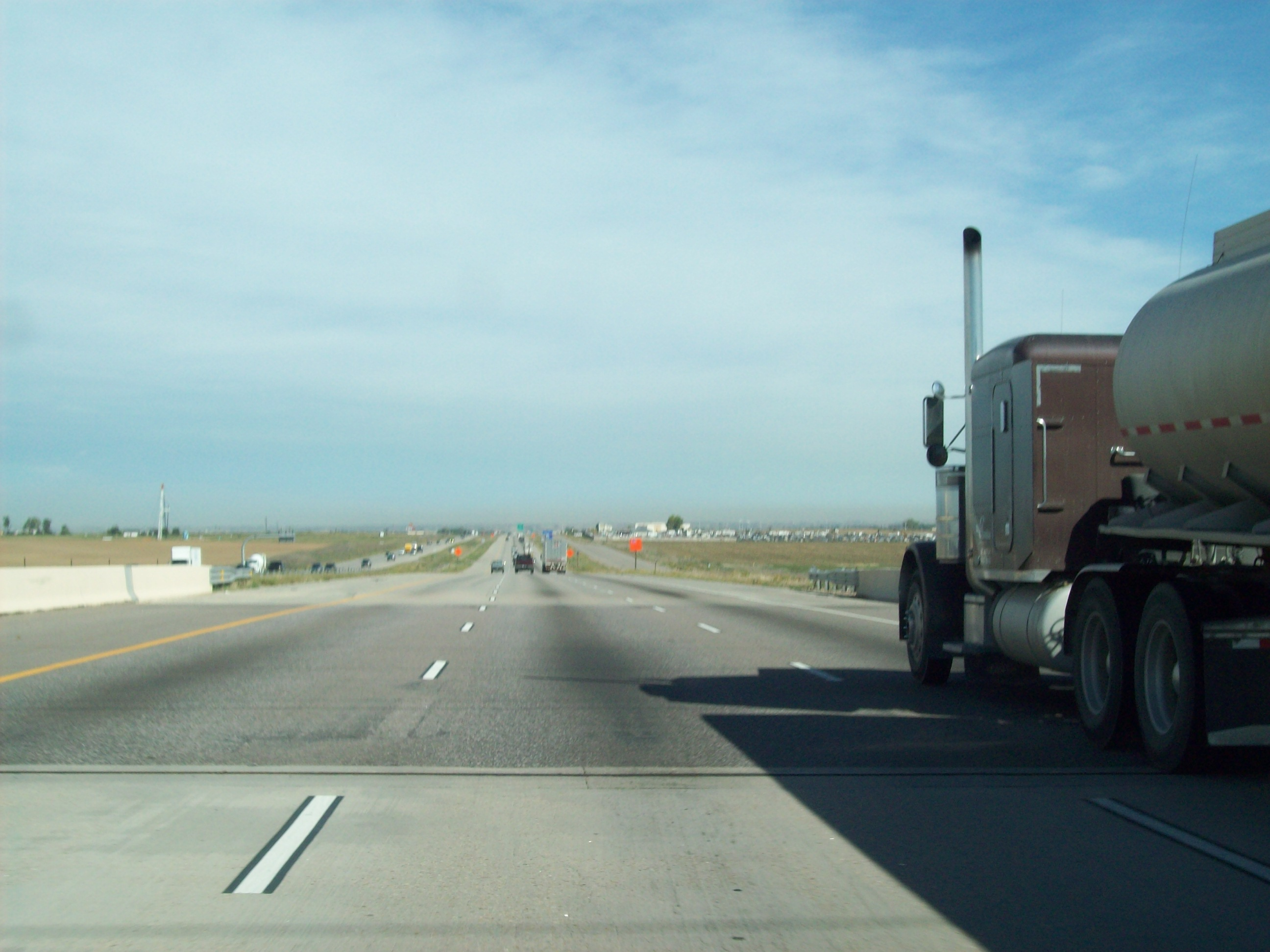
Міст Interstate Highway з асфальтобетонного шару

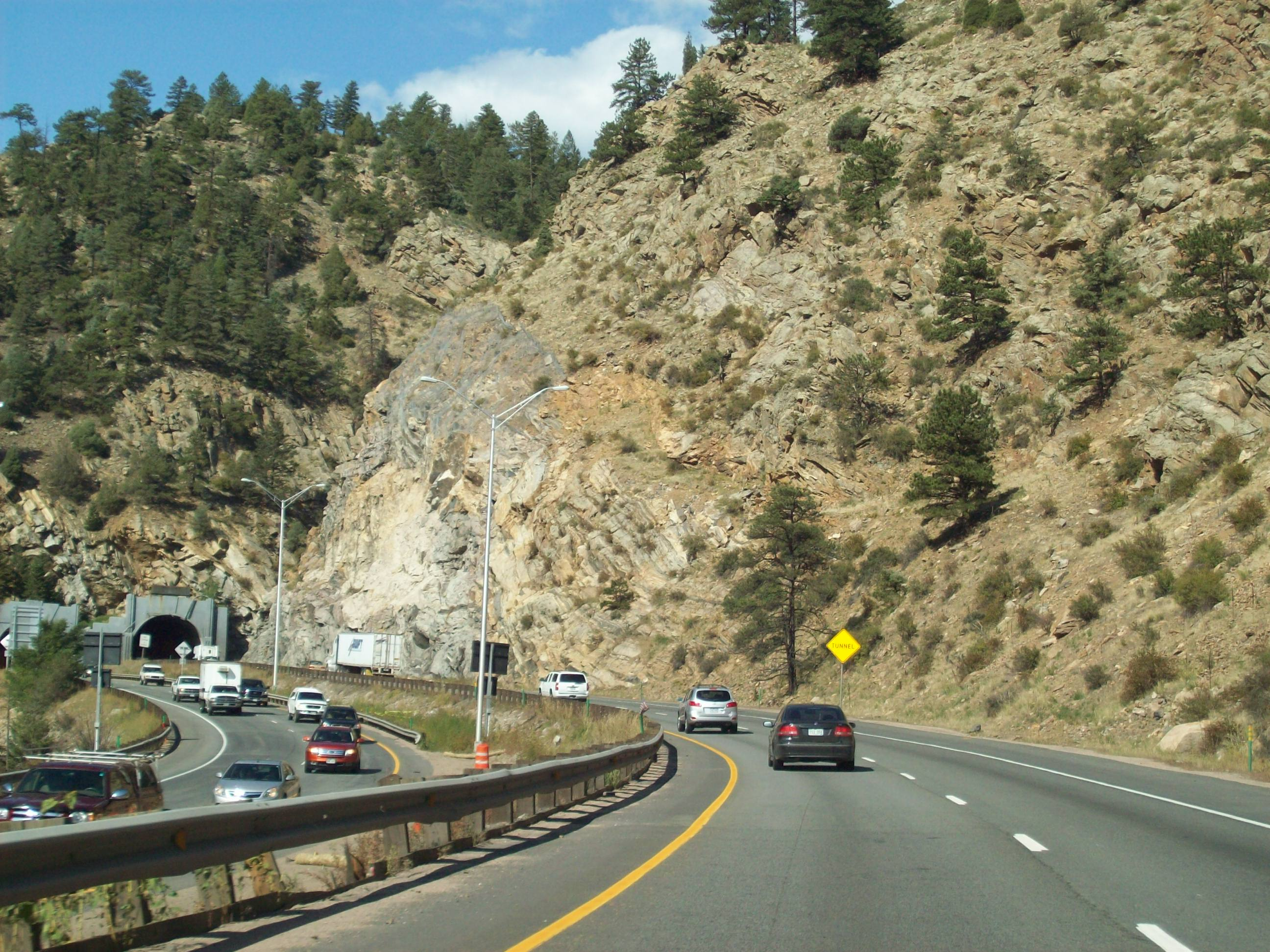
I-70, що входить в подвійний тунель на захід від Денвера

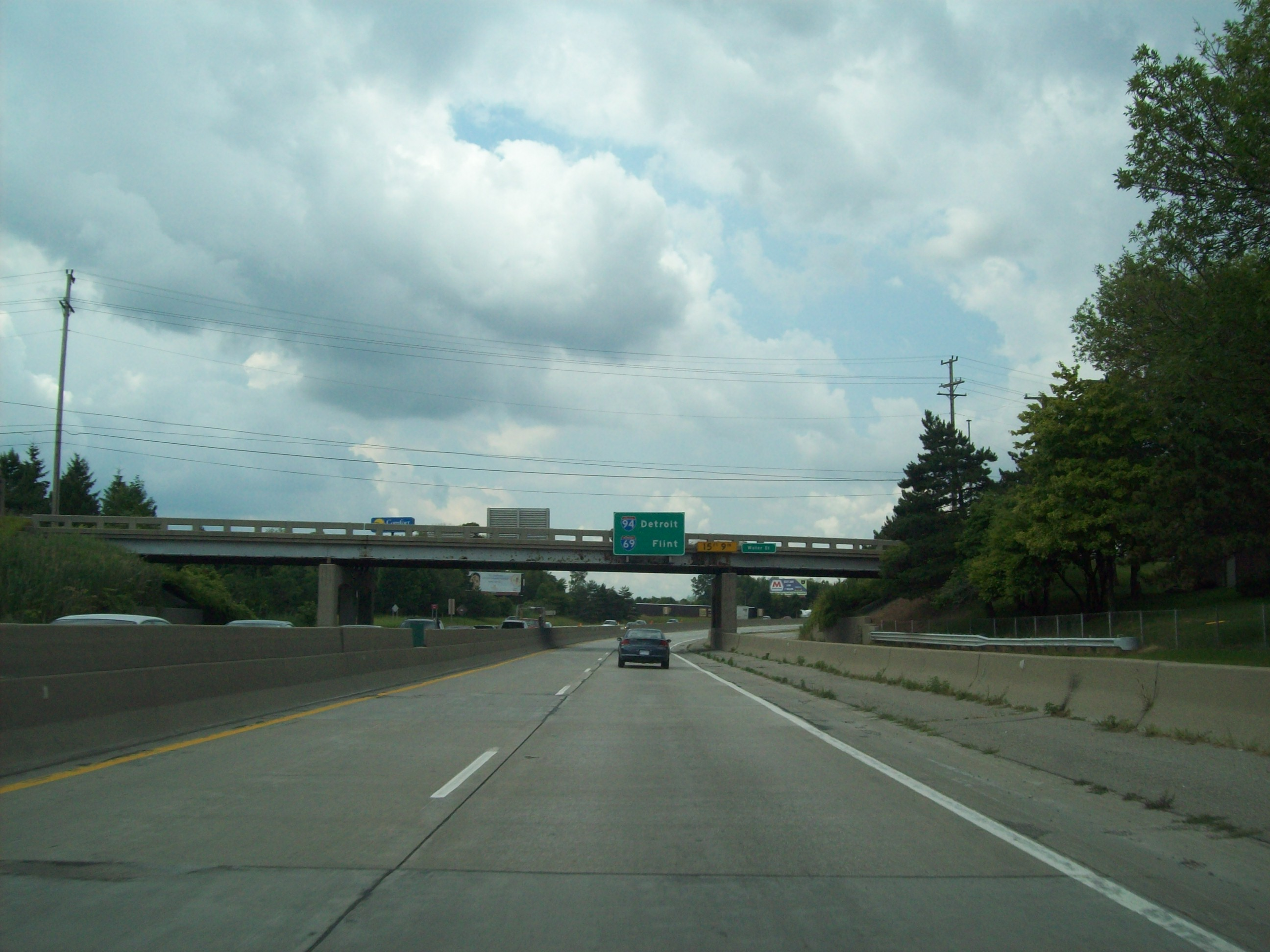
вузька стара частина I-94/I-69 після введення, хоча вона реконструюється до сучасних стандартів.

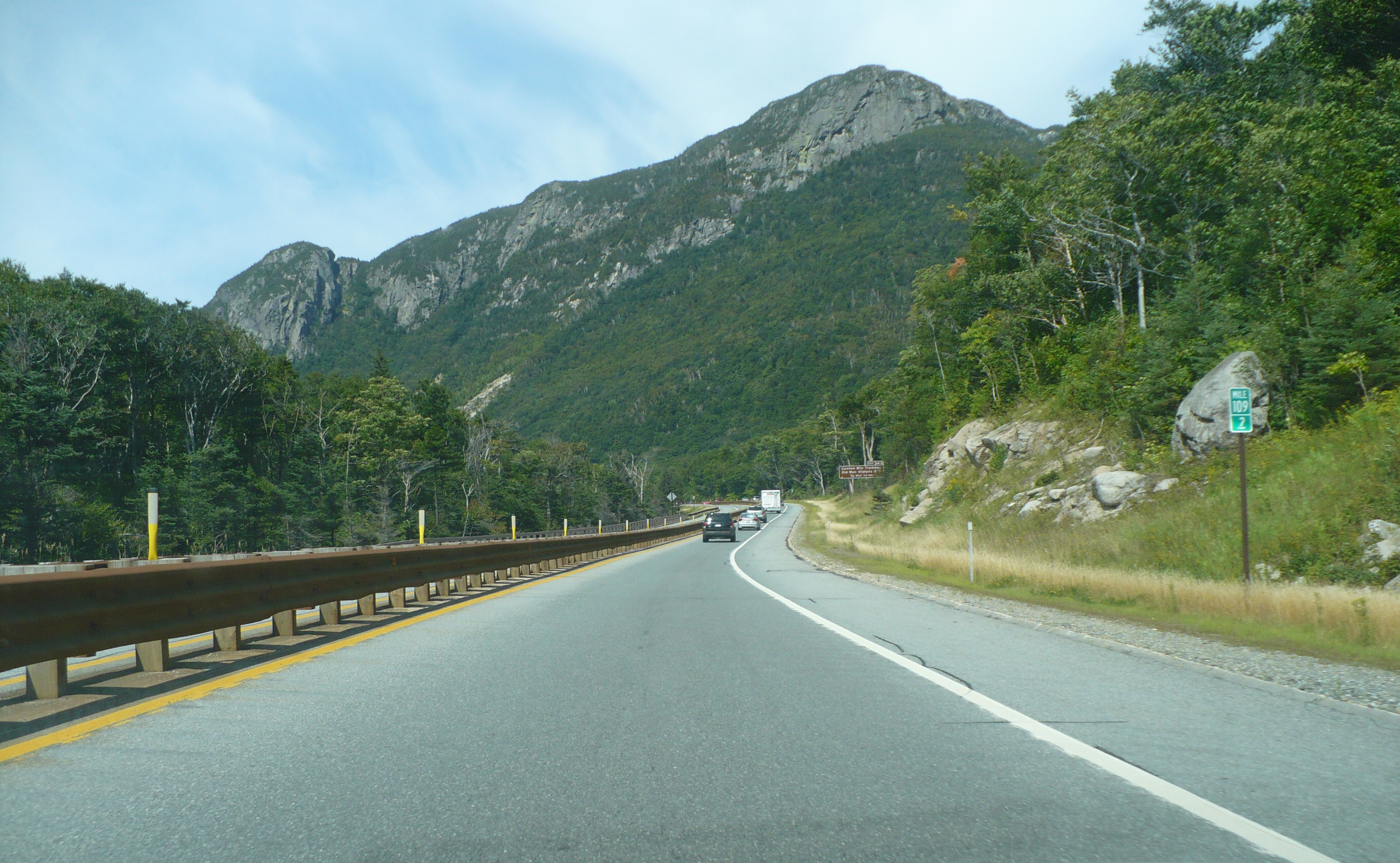
Interstate 93 у штаті Нью-Гемпшир

Станом на липень 2007 року ці стандарти були такими:
- Контрольований доступ: Усі в'їзди та виїзди з проїжджої частини повинні бути контрольовані транспортними розв'язками і відокремленні на різних рівнях (висотах), включаючи перетин із залізничним транспортом. Розв'язки повинні забезпечити повний доступ; пандуси повинні бути розроблені з відповідними стандартами. Мінімальна відстань інтервалу між розв'язками має бути 1 миля (1.6 км) в міських та 3 милі (4.8 км) в сільських районах; Малі розв'язки, які зменшують повороти можуть бути використанч в міських районах, щоб скоротити відстань.
  - Контроль доступу (від сусідніх властивості) повинна поширюватися принаймні 100 футів (30 м) в міських районах та 300 футів (91 м) в сільській місцевості в кожному напрямку перехрестя з пандусами.
- Мінімальна розрахункова швидкість: Мінімальна розрахункова швидкість 75 миль/год (121 км/год) у сільській місцевості, 65 миль/год (105 км/год) в місцевості з пагорбами, та 50 миль/год (80 км/год) допускається в гірських та міських районах. Однак, обмеження швидкості у 40 миль/год (64 км/год) іноді зустрічається, зазвичай на старих автострадах, які були введені в систему.
  - Кривизна дороги у плані відповідно до чинних стандартів AASHTO.
- Максимальний похил:Максимальний похил визначається таблицею, допускається до 6 % в гірських районах та горбистих міських районах.
- Мінімальна кількість смуг: Принаймні дві смуги в кожному напрямку.
- Мінімальна ширина смуги: Мінімальна ширина смуги 12 футів (3.66 м). Крім того, це стандарт для більшості американських доріг.
- нахил тротуару: принаймні 1,5 % і, переважно, 2 % для забезпечення належного дренажу на плоских секціях. Кут може бути збільшений до 2,5 % у районах сильних опадів.